# Rudträsk
Rudträsk är en sjö i Sjundeå kommun i Finland.   Den ligger i landskapet Nyland, i den södra delen av landet, 40 km väster om huvudstaden Helsingfors. Rudträsk ligger 49 meter över havet.  Arean är 2 hektar och strandlinjen är 1,05 kilometer lång. Sjön  ingår i Sjundeå å huvudavrinningsområde. 